# Костел Преображення Господнього (Добромиль)
Костел Преображення Господнього — діючий римо-католицький храм у місті Добромилі Львівської області. Пам'ятка архітектури місцевого значення.

## З історії храму
Коли йдеться про походження костелу в Добромилі, то місцеві старожили розповідають, що, начебто, на тому місці стояла церква Святої Трійці, збудована за кошти Петра Сагайдачного. І лише значно пізніше, у другій половині XVII століття її перебудовано на костел. Достеменно встановлено, що первісний костел збудували до 1662 року — єпископ перемишльський Генрик Фірлей (1631—1636 рр.) виділив 700 флоринів, що залишились у добромильській парафії після смерті Яна Відавського на перебудову костелу.
Згідно з протоколом канонічних відвідин 1648 року, поблизу костела стояли дві каплиці: більша — Самуеля Конєцпольського (можливо т. зв. «каплиця Гербуртів») і менша — Яна Орлянчика. При костелі підносилась дерев'яна дзвіниця, а цвинтар був оточений муром і частоколом. У тому ж році під час козацьких наїздів у наш край один із їхніх загонів побував у Добромилі. Польську шляхту містечка чекала доля новоміської.
У 1719 році Войцех Михальський — тогочасний державний радник Добромиля — піддав костел ґрунтовному ремонту. Тоді костел було посвячено як Розп'яття Христового. У 1743 році власник міста Блажей Красінський розпочав перебудову костела. Навпроти каплиці Гербуртів збудовано каплицю Кінги, а з півдня вимурувано нову захристію. Цілого ряду змін зазнав костел і всередині. Напевне, цей Красінський і вмонтував на костелі герб своєї родини. Ще однієї ґрунтовної перебудови костел зазнав у 1772 році.
Навіть після таких ґрунтовних перебудов усе ж збережено первісні риси будівлі, яка зовні більше нагадує церкву, ніж костел XVII — середини XVIII століття. В інтер'єрі ж, навпаки, від попереднього не залишилося практично нічого. На ренесансний атик опирається овальне склепіння, розмальоване в стилі бароко. В атику є ряд заглиблень, в яких вміщено зображення святих у стилі бароко. У цьому ж стилі виконано також головний вівтар, казальницю, хрестильницю і старий кивот, вмурований у стіну.
В інтер'єрі костела збереглися геральдичні знаки Гербуртів та Красінських, також розмальоване генеалогічне дерево останніх. У другій половині 1940-х років було там також генеалогічне дерево Гербуртів. Дехто із старожилів та священик Лоранц твердили, що в котрусь із стін вмуровано записки (архіви) Добромильського костелу.
Значних зусиль для реставрації храму доклав довголітній бурмістр Добромиля Юзеф Ґєбултовіч.
1988 року костел відремонтовано силами української громади. Тепер костел перебуває у розпорядженні місцевої римо-католицької парафії.
Влітку 1997 року силами парафії РКЦ завершено внутрішній ремонт костелу. На його освяченні були: архієпископ Львівської архидієцезії Мар'ян Яворський, ігумен о. Никодим Гуралюк та монахи  Добромильського монастиря оо. Василіян, священик місцевої парафії УГКЦ о. Володимир Юрга.